# Samuel de Champlain Provincial Park
Samuel de Champlain Provincial Park är en park i Kanada.   Den ligger i provinsen Ontario, i den sydöstra delen av landet, 260 km väster om huvudstaden Ottawa. Samuel de Champlain Provincial Park ligger 188 meter över havet. Den ligger vid sjön Moore Lake.
Terrängen runt Samuel de Champlain Provincial Park är platt österut, men västerut är den kuperad. Samuel de Champlain Provincial Park ligger nere i en dal. Runt Samuel de Champlain Provincial Park är det mycket glesbefolkat, med 2 invånare per kvadratkilometer.. Närmaste större samhälle är Mattawa, 12,9 km öster om Samuel de Champlain Provincial Park. 
I omgivningarna runt Samuel de Champlain Provincial Park växer i huvudsak blandskog.